# Титовский проезд
Тито́вский прое́зд — улица в центре Москвы на Якиманке от Ленинского проспекта к Пушкинской набережной. Разделяет парк Горького и Нескучный сад.

## История
В начале XIX веке назывался Титовским переулком по фамилии фабриканта Михаила Ивановича Титова (в 1814—1819 годах — Московский городской голова), имевшего ткацкую и ситценабивочную фабрики, находившиеся в этом переулке.
В 1867 году фабрика Титова была переоборудована в арестный дом, существовавший до 1913 года. Здания заняла Вторая городская больница, которая в 1959 году была присоединена к ГКБ № 1.

## Описание
Титовский проезд проходит с востока на запад от Ленинского проспекта до Пушкинской набережной вдоль южной границы парка им. Горького и Голицынских прудов и северной границы Нескучного сада. На углу с Ленинским проспектом справа расположена Голицынская больница, слева — Первая градская больница. Над срединной частью проезда проходит восточная сторона Пушкинского пешеходного моста, которая выходит в Нескучный сад. Домов за проездом не числится. В проезде стоит Церковь Михаила Архангела при Голицынской больнице (1899, архитектор П. М. Самарин), которая числится по Крымскому Валу, 9, стр. 3.